# Alissa White-Gluz
Alissa White-Gluz, född 31 juli 1985 i Montréal i Québec, är en kanadensisk metalsångerska och låtskrivare. Hon är mest känd för att vara sångerska för det svenska melodisk death metalbandet Arch Enemy, före det var hon sångerska och grundande medlem av det kanadensiska metalcorebandet The Agonist. Hennes typ av sång inkluderar både growling och ren sång. Majoriteten av hennes sång är growling på grund av att hon främst är associerad med melodisk death metal. Hon har dock i The Agonist och många andra gästsamarbeten med andra band som Kamelot och Delain använt sig mycket av ren sång.

## Karriär

### The Agonist (2004–2014)
White-Gluz grundade The Agonist tillsammans med sina bandmedlemmar Danny Marino och Chris Kells i Montréal, Québec, Kanada 2004. Bandet uppnådde stor popularitet med utgivningen av albumet Lullabies for the Dormant Mind. 2010 började The Agonist för första gången turnera i stora delar av Europa och Sydamerika. Mars 2014 meddelade White-Gluz att hon har blivit vald att ersätta Angela Gossow som sångerska i det svenska melodisk death metalbandet Arch Enemy. Inte långt därefter meddelade hon att hon och The Agonist skulle gå skilda vägar och att det egentligen inte var hennes val.
2015 avslöjade White-Gluz i en intervju att de andra medlemmarna i The Agonist hade sparkat ut henne från bandet och låst ut henne från allt som hade med bandet att göra. Under 2017 i en intervju där White-Gluz gav en mer detaljerad intervju angående sin avgång sade hon att det var det "största sveket hon någonsin har känt i sitt liv".

### Arch Enemy (sedan 2014)

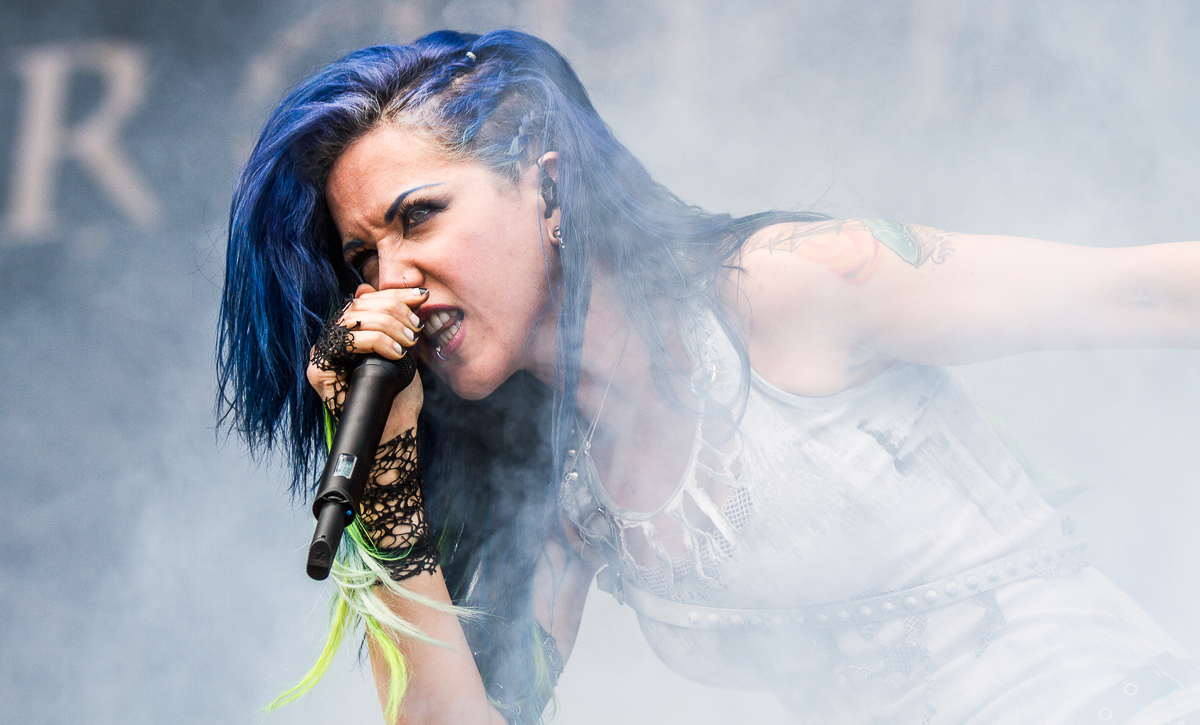
White-Gluz på scen 2014 vid Nova Rock festivalen.

Efter att White-Gluz gått med i bandet i mars 2014 släppte hon sin första skiva med dem, War Eternal, i juni 2014. Både skivan och White-Gluz sång fick uppskattning från fansen. Under första Europaturnén för War Eternal föll White-Gluz på scenen och bröt ett revben, men bandet bestämde sig för att inte ställa in några konserter.
2017 släppte Arch Enemy två album, ett livealbum och ett studioalbum.
As The Stages Burn var deras livealbum och dvd. Konserten var filmad med 13 kameror och var den dyraste scenproduktionen i bandets historia. Konserten ägde rum i Tyskland på Wacken Open Air 2016 där Arch Enemy var huvudakt för sista kvällen av festivalen.
Will to Power är bandets tionde studioalbum, det blev nominerat till en Grammis för bästa hårdrock/metal 2017. Will to Power var också det första Arch Enemy-albumet som hade en låt där White-Gluz använde sin rena sång i största del av en låt, "Reason to Believe".

## Diskografi (urval)

### Med The Agonist
- 2007 – Once Only Imagined
- 2009 – Lullabies for the Dormant Mind
- 2012 – Prisoners

### Med Arch Enemy
- 2014 – War Eternal
- 2015 – Stolen Life (EP)
- 2017 – Will to Power
- 2022 - Deceivers
- 2025 - Blood Dynasty

### Gästmedverkan
- 2008 – Med The Plasmarifle på låten "From The Trail of Ashes..." från albumet While You Were Sleeping The World Changed In An Instant (Siege of Amida Records).
- 2009 – Med Blackguard på låten "The Sword" från albumet  Profugus Mortis (Sumerian Records).
- 2012 – Med Kamelot på låten "Sacrimony (Angel of Afterlife)" från albumet Silverthorn (SPV/Steamhammer, King).
- 2014 – Med Delain på låten "The Tragedy of the Commons" från albumet The Human Contradiction (Napalm Records).
- 2015 – Med Kamelot på låten "Liar Liar" från albumet Haven (Napalm Records).